# Idiocera apicispina
Idiocera apicispina là một loài ruồi trong họ Limoniidae. Chúng phân bố ở miền Tân bắc.